# Cis corioli
Cis corioli es una especie de coleóptero de la familia Ciidae.

## Distribución geográfica
Habita en África del Norte.